# Joseph Ronjat
Pour les articles homonymes, voir Ronjat.
Joseph Ronjat est un homme politique français né le 10 juillet 1790 à Vienne et décédé le 21 décembre 1857 à Paris.
D'abord aide-géomètre, il fait des études de droit et s'inscrit comme avocat au barreau de Vienne en 1816. Il en est bâtonnier de 1838 à 1845. Opposant aux Bourbons, il est nommé juge de paix après la révolution de 1830, mais est révoqué au bout de deux ans, car trop indépendant[Information douteuse]. Il est député de l'Isère de 1848 à 1851, siégeant à gauche et s'opposant au président. Il est le père d'Abel-Antoine Ronjat, sénateur de l'Isère et procureur général près la Cour de cassation.

## Sources
- « Joseph Ronjat », dans Adolphe Robert et Gaston Cougny, Dictionnaire des parlementaires français, Edgar Bourloton, 1889-1891 [détail de l’édition]